# Jakob Lange
Jakob Lange (5 agosto 1995) è un combinatista nordico tedesco.

## Biografia
Originario di Flintsbach am Inn e attivo dal marzo del 2010, in Coppa del Mondo ha esordito il 9 febbraio 2013 ad Almaty (33º) e ha conquistato il primo podio il 7 gennaio 2022 in Val di Fiemme (3º); non ha preso parte a rassegne olimpiche o iridate.

## Palmarès

### Mondiali juniores
- 5 medaglie:
  - 1 oro (gara a squadre a Liberec 2013)
  - 3 argenti (gara a squadre a Val di Fiemme 2014; 5 km, gara a squadre ad Almaty 2015)
  - 1 bronzo (10 km ad Almaty 2015)

### Coppa del Mondo
- Miglior piazzamento in classifica generale: 20º nel 2023
- 1 podio (a squadre):
  - 1 terzo posto